# Pais Fundadores dos Estados Unidos

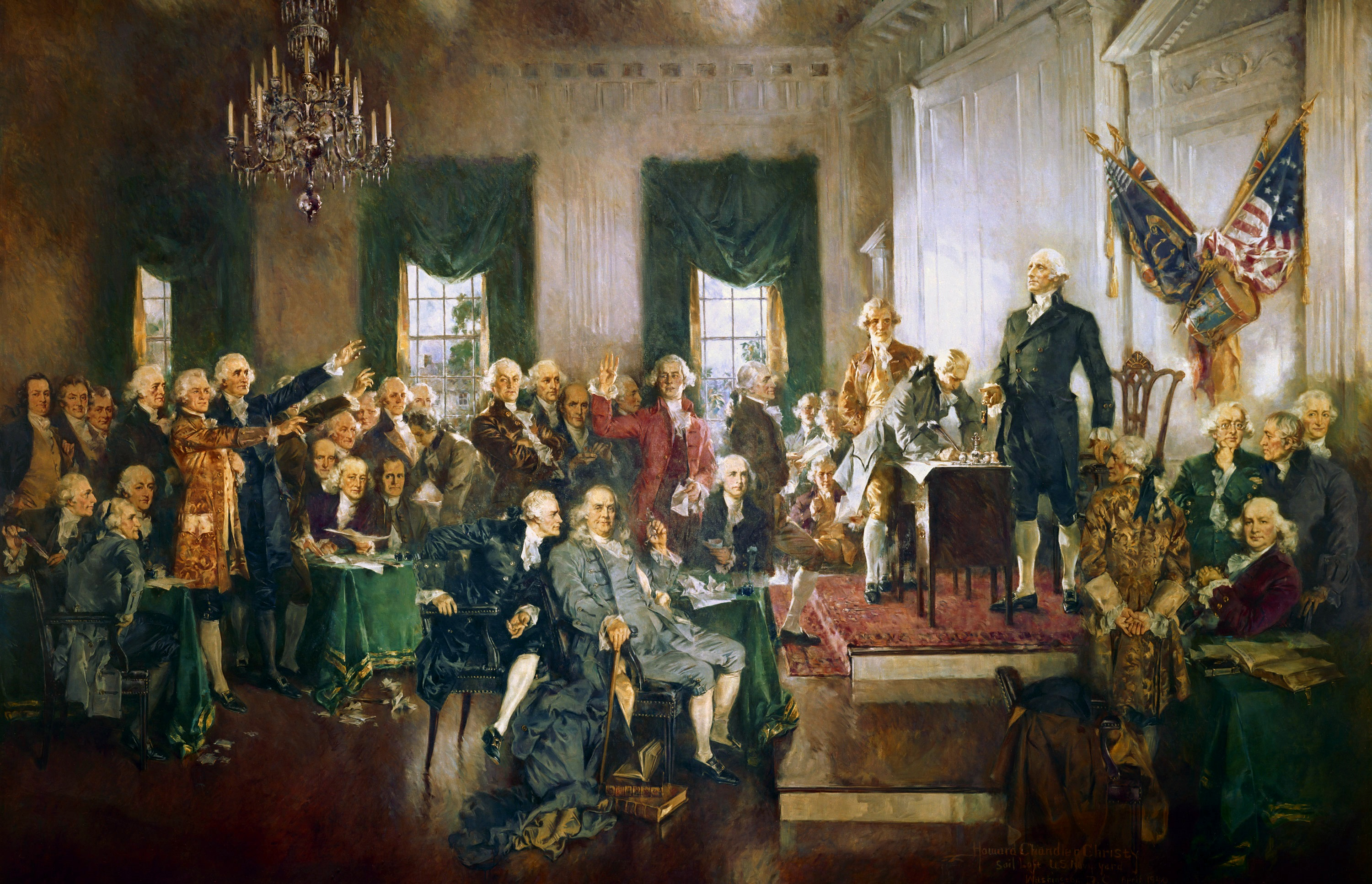
Assinatura da Constituição dos Estados Unidos, pintura de Howard Chandler Christy.

Os Pais Fundadores dos Estados Unidos (em inglês: Founding Fathers of the United States) são os líderes políticos que assinaram a Declaração de Independência ou participaram da Revolução Americana como líderes dos Patriotas, ou que participaram da redação da Constituição dos Estados Unidos onze anos mais tarde. Durante a Guerra da Independência, os Pais Fundadores se opuseram aos Lealistas, que apoiavam a monarquia britânica e eram contra a independência (grande parte dos Lealistas permaneceram nos EUA após 1783 e apoiaram o novo governo).
Alguns autores fazem uma distinção entre os Fundadores, que assinaram a Declaração de Independência em 1776 ou participaram da Revolução, e os Criadores, que redigiram a Constituição em substituição aos Artigos da Confederação, em 1787. Essa distinção não é feita aqui.
A expressão Founding Fathers ("Pais Fundadores") é creditada a Warren G. Harding, senador e 29.º presidente dos Estados Unidos.

## Biografia coletiva dos Criadores da Constituição
74 delegados de 12 estados (as Treze Colônias exceto Rhode Island) participaram da Convenção de Filadélfia. Eles representavam a liderança americana do século XVIII. Quase todos eram homens bem-educados que foram líderes de suas comunidades. Alguns deles também eram notórios em negócios de Estado. Virtualmente cada um participou da Revolução Americana; pelo menos 29 serviram ao Exército Continental, alguns deles em postos de comando.

### Experiência política
Os signatários da Constituição tiveram muitas experiências políticas. Em 1787, quatro quintos (41 pessoas) eram ou já haviam sido membros do Congresso Continental. Aproximadamente todos os 55 delegados tiveram experiência nos governos colonial e estadual, e a maioria ocupou cargos em escritórios locais.

### Finanças
Uma parte dos delegados era rica, por serem donos e traficantes de escravos, mas muitos dos donos das maiores riquezas do país eram Lealistas vindos do Reino Unido. A maioria dos outros tinha recursos razoavelmente grandes, mas havia alguns com menos riquezas. No geral, eram menos ricos que os Lealistas.

### Demografia
Brown (1976) e Harris (1969) deram informações demográficas sobre cada homem. A maioria dos delegados era nascida nas Treze Colônias. Apenas oito nasceram em outros lugares: eram quatro irlandeses, dois ingleses, um escocês e um caribenho. Dezessete delegados moraram ou trabalharam em mais de um estado ou colônia.

### Religião
Alguns delegados não possuíam religião. Três eram católicos, 28 da Igreja Episcopal dos Estados Unidos, oito presbiterianos, sete congregacionalistas, dois luteranos, dois reformados neerlandeses e dois metodistas.

## Signatários da Declaração da Independência
| - John Adams - Samuel Adams - Josiah Bartlett - Carter Braxton - Charles Carroll - Samuel Chase - Abraham Clark - George Clymer - William Ellery - William Floyd - Benjamin Franklin - Elbridge Gerry - Button Gwinnett - Lyman Hall - John Hancock - Benjamin Harrison - John Hart - Joseph Hewes - Thomas Heyward Jr. | - William Hooper - Stephen Hopkins - Francis Hopkinson - Samuel Huntington - Thomas Jefferson - Francis Lightfoot Lee - Richard Henry Lee - Francis Lewis - Philip Livingston - Thomas Lynch, Jr. - Thomas McKean - Arthur Middleton - Lewis Morris - Robert Morris - John Morton - Thomas Nelson Jr. - William Paca - Robert Treat Paine - John Penn | - George Read - Caesar Rodney - George Ross - Benjamin Rush - Edward Rutledge - Roger Sherman - James Smith - Richard Stockton - Thomas Stone - George Taylor - Matthew Thornton - George Walton - William Whipple - William Williams - James Wilson - John Witherspoon - Oliver Wolcott - George Wythe - Charles Thomson |

## Delegados da Convenção Constitucional

### Delegados que assinaram
| - Richard Bassett - Gunning Bedford Jr. - John Blair - William Blount - David Brearly - Jacob Broom - Pierce Butler - Daniel Carroll - George Clymer - Jonathan Dayton - John Dickinson - William Few - Thomas Fitzsimons - Benjamin Franklin - Frances Fields - Nicholas Gilman - Nathaniel Gorham - Alexander Hamilton - Jared Ingersoll - Daniel of St. Thomas Jenifer | - William Samuel Johnson - Rufus King - John Langdon - William Livingston - James Madison - James McHenry - Thomas Mifflin - Gouverneur Morris - Robert Morris - William Paterson - Charles Cotesworth Pinckney - Charles Pinckney - George Read - John Rutledge - Roger Sherman - Richard Dobbs Spaight - George Washington (presidente) - Hugh Williamson - James Wilson - William Jackson (secretário) |  |

### Delegados que saíram da convenção e não assinaram
| - William Richardson Davie - Oliver Ellsworth - William Houstoun - John Lansing Jr. - Alexander Martin - Luther Martin | - James McClurg - John Francis Mercer - William Pierce - Caleb Strong - George Wythe - Robert Yates |  |

### Delegados que se recusaram a assinar
- George Mason
- Edmund Randolph
- Elbridge Gerry

## Outros fundadores
| - Ethan Allen - Egbert Benson - Richard Bland - George Clinton - Patrick Henry - John Jay - Henry Knox - Henry Lee III - Thomas Sim Lee - Robert Livingston - John Marshall, o quarto Chefe de Justiça dos Estados Unidos. - Philip Mazzei - James Monroe, quinto Presidente dos Estados Unidos, último da "Geração Republicana" - Thomas Paine - Peyton Randolph, president do Primeiro Congresso Continental - Dr. William Rickman, primeiro diretor do Hospital do Exército Continental - Marquês de La Fayette, major francês, originalmente um voluntário, que foi vital para conseguir o apoio da França à revolução. - Friedrich Wilhelm von Steuben, general prussiano que reorganizou o Exército Continental e o guiou para a vitória. - Charles Thomson, secretário do Congresso Continental (um dos responsáveis pelo desenho do Grande Selo dos Estados Unidos) |